# The Mills Brothers
The Mills Brothers byl afroamerický vokální kvartet zpívající jazz a pop. Jejich desek se prodalo na 50 milionů.

## Historie
Bratři Millsovi pocházeli z devítičlenné rodiny z městečka Piqua v Ohiu. Skupinu tvořili:
- Donald (hlavní tenor, 29. dubna 1915 – 13. listopadu 1999)
- Herbert (tenor, 2. dubna 1912 – 12. dubna 1989),
- Harry (baryton, 9. srpna 1913 – 28. června 1982)
- John Jr. (kytara, kontrabas, bas, 19. října 1910 – 23. ledna 1936).

Jejich otec, John Hutchinson Mills (11. února 1882 – 8. prosince 1967), byl holič.
Chlapci začínali se zpěvem v místním metodistickém kostele. Na jedné amatérské pěvecké soutěži zjistil Harry, že ztratil své kazoo a tak během vystoupení improvizoval jeho zvuk ústy. Chlapcům se tento nápad zalíbil a začali jej zdokonalovat. John napodoboval tubu, Harry trumpetu, Herbert druhou trumpetu a Donald trombón. Jejich otec je doprovázel na ukulele a kytaru. Zkoušeli napodobovat orchestry, které slyšeli v rádiu.
V roce 1928 si je najala rozhlasová stanice WLW v Cincinnati a brzy se stali v místě populární. Po vystoupení Duke Ellingtona v Cincinnati se dostali do New Yorku.
Jejich první nahrávky, coververze písně Tiger Rag s prodalo přes milion kusů.
V roce 1934 se stali prvními Afroameričany, kteří měli představení na britském královském dvoře před králem Jiřím V. Během této cesty ale John onemocněl a v roce 1936 zemřel. Na jeho místo v kapele nastoupil otec John. V roce 1942 vydali úspěšný singl Paper Doll'.
V 50. letech s nástupem Rock'n'rollu jejich popularita začala klesat, přesto natočili ještě několik úspěšných písní, píseň Glow Worm v roce 1952 dosáhla na druhé místo. Poslední větší hit, Cab Driver vyšel v roce 1968.

## Zaujímavosti
V roce 1931 vytvořili píseň Chinatown, my Chinatown (v překladu: Chinatown, můj Chinatown). Tato píseň byla přidána i do hry Mafia-Classic – rok 2002 (The city of Lost Heaven) společností která se na vytváření hry podílela s názvem Illusion Softworks. Píseň hra na pozadí herního děje, když procházíte městem jako navození dobové atmosféry. Píseň začne hrát, když se přesunete do městské části s názvem Chinatown.